# Pierwotna dyskineza rzęsek

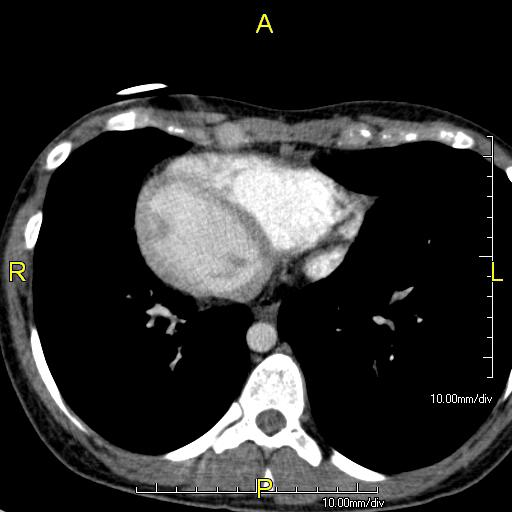
Obraz w tomografii komputerowej pokazujący dekstrokardię z żyłą główną dolną i anatomicznie prawą komorą po lewej stronie oraz lewą komorą po prawej stronie

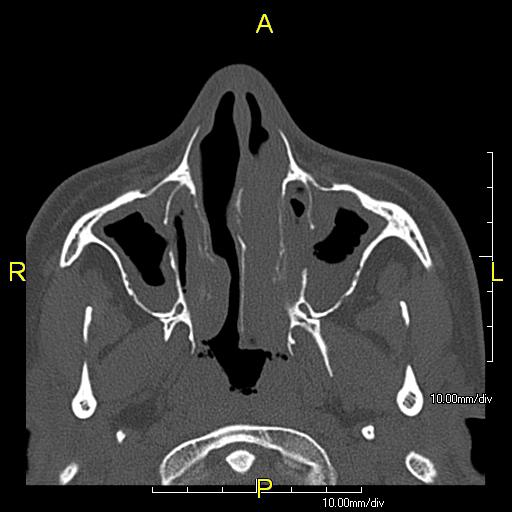
Obraz w tomografii komputerowej pokazujący przewlekłe zapalenie zatok u pacjenta z zespołem Kartagenera

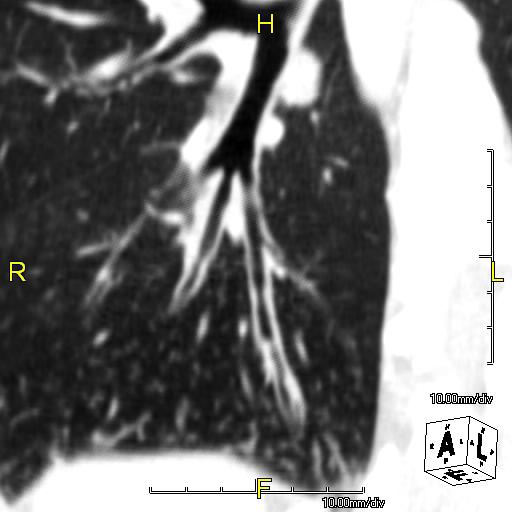
Obraz w tomografii komputerowej w płaszczyźnie strzałkowej ukośnej ukazujący cylindryczne rozstrzenie dolnego płata u tego samego pacjenta

Pierwotna dyskineza rzęsek (zespół nieruchomych rzęsek, ang. immotile cilia syndrome, ICS, primary ciliary dyskinesia, PCD) – rzadka, genetycznie uwarunkowana choroba dziedziczona w sposób autosomalny recesywny, w której objawy chorobowe wywołane są przez nieprawidłową budowę rzęsek pokrywających nabłonki urzęsione organizmu człowieka. PCD należy, razem z innymi chorobami spowodowanymi dysfunkcją rzęsek, do grupy ciliopatii. Najpoważniejsze objawy wynikają z upośledzenia funkcji nabłonka oddechowego górnych i dolnych dróg oddechowych. Choroba ta jest również przyczyną bezpłodności u mężczyzn, ponieważ defekt budowy dotyczy również witek plemników.
Zespół Kartagenera (ang. Kartagener’s syndrome) stanowi około połowy przypadków chorych z pierwotną dyskinezą rzęsek; w zespole tym, opisanym po raz pierwszy w 1904 roku, występuje klasyczna triada objawów, zwana triadą Kartagenera: zapalenie zatok przynosowych (sinusitis), rozstrzenie oskrzeli (bronchiectases) i odwrócenie trzewi (situs inversus). Postuluje się wpływ nieprawidłowej funkcji rzęsek w patogenezie zaburzenia embriogenezy, jakim jest situs inversus. Nazwa zespół nieruchomych rzęsek stosowana wcześniej wymiennie z terminem pierwotnej dyskinezy rzęsek nie powinna być używana, ponieważ nieprawidłowo zbudowane rzęski posiadają zdolność do ruchu; nie wystarcza ona jednak aby nabłonek urzęsiony mógł prawidłowo pełnić swoją funkcję.

## Historia
Triadę objawów: rozstrzenie oskrzeli, przewlekłe zapalenia zatok obocznych nosa i przełożenie trzewi, opisał po raz pierwszy w 1904 roku na łamach „Berliner klinische Wochenschrift” Alfons Ziwert, pracujący w klinice w Kijowie. Jego pacjent, „E.W.”, od urodzenia miał rozstrzenie oskrzeli i situs inversus totalis. Doniesienie to nie zostało jednak zauważone i dopiero praca Manesa Kartagenera z 1933 roku w „Beiträge zur Klinik der Tuberkulose”, w której Kartagener opisał triadę objawów u czterech pacjentów, zwróciła należytą uwagę na niezwykłą koincydencję objawów składających się na obraz kliniczny pierwotnej dyskinezy rzęsek. Obaj uczeni, Kartagener i Siewert, byli honorowani w eponimicznych określeniach choroby; jednak, nazwa zespołu Kartagenera przyjęła się lepiej niż używana częściej w krajach dawnego Związku Radzieckiego nazwa zespołu Siewerta (bądź zespołu Ziwerta) czy zespołu Kartagenera-Siewerta.
Molekularne wyjaśnienie zespołu Kartagenera podał pierwszy Szwed Björn Arvid Afzelius i jego współpracownicy w połowie lat 70. Doniesienie Afzeliusa wskazywało na nieprawidłową budowę rzęsek jako pierwotną przyczynę zespołu chorobowego. Stąd też można spotkać się z kolejnymi nazwami na określenie tej samej jednostki chorobowej: zespół Afzeliusa lub zespół Kartagenera-Afzeliusa. Odkrycie Afzeliusa pozwoliło na utworzenie terminu pierwotnej dyskinezy rzęsek (ang. primary ciliary diskinesia), który powinien być używany, podczas gdy nazwę zespołu Kartagenera rezerwuje się dla pełnoobjawowego zespołu w którym występuje triada Kartagenera.

## Epidemiologia
Częstość występowania pierwotnej dyskinezy rzęsek w Stanach Zjednoczonych ocenia się na 1:12 000-1:17 000. Badania w Japonii pozwoliły ocenić częstość schorzenia na około 1:16 000, podobnie w Norwegii. Uważa się, że częstość PCD pozostaje niedoszacowana; przy założeniu częstości 1:15 000 w Wielkiej Brytanii powinno być 3000 chorych i 70 nowych przypadków rocznie, podczas gdy tamtejsza grupa pacjentów liczy 90 osób.
Wiadomo, że rozstrzenie oskrzeli, które są objawem PCD, są wyjątkowo częste u Polinezyjczyków, zwłaszcza rdzennych mieszkańców Samoa i Nowej Zelandii; w tamtejszej populacji częstość PCD jest wyższa.
Choroba jest jednakowo częsta u obu płci. Występuje często rodzinnie, najczęściej dziedziczona autosomalnie recesywnie, chociaż opisywano też inne typy dziedziczenia (autosomalnie dominujące i sprzężone z chromosomem X; zobacz etiologia i patofizjologia). W przypadku postaci dziedziczonej AR, podobnie jak w wypadku innych chorób o takim sposobie dziedziczenia, można się spodziewać większej częstości zachorowań w populacjach odizolowanych i jednorodnych genetycznie.

## Etiologia i patofizjologia

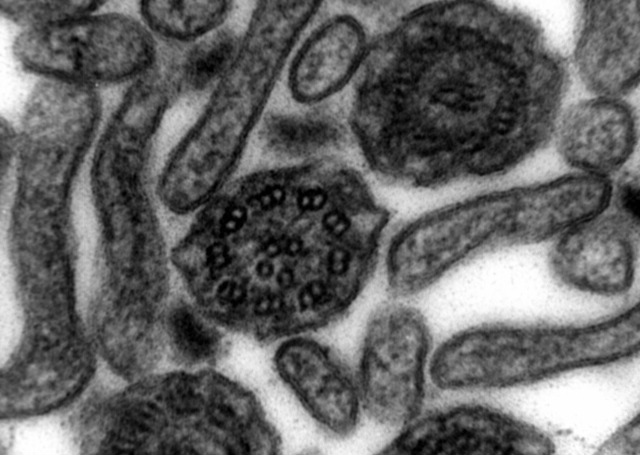
Obraz z transmisyjnego mikroskopu elektronowego rzęsek błony śluzowej nosa z zaburzoną strukturą ramion dyneinowych w zespole nieruchomych rzęsek

Budowa prawidłowej rzęski (A) i rzęski z brakującymi zarówno wewnętrznymi, jak i zewnętrznymi ramionami dyneiny. Dalszy opis w tekście

Pierwotnym zaburzeniem jest nieprawidłowa budowa rzęski. Prawidłowo zbudowana rzęska składa się z układu mikrotubuli: dziewięciu par ułożonych obwodowo i jednej pary ułożonej centralnie. Każdej obwodowo ułożonej parze mikrotubuli towarzyszy białko dyneina, tworzące tzw. ramiona zewnętrzne i wewnętrzne. W prawidłowych warunkach dyneina umożliwia rzęskom skoordynowany ruch. Mutacja genu kodującego dyneinę skutkuje brakiem ramion zewnętrznych dyneiny i spowolnieniem uderzeń rzęsek. W pierwotnej dyskinezie rzęsek spotyka się również inne nieprawidłowości morfologiczne tych organelli, takie jak nieprawidłowy układ mikrotubuli, nieprawidłową liczbę mikrotubuli w rzęsce, zaburzoną architekturę aksonemy; nierzadko spotyka się tzw. rzęski olbrzymie. Nieprawidłowości rzęsek mogą być także spowodowane procesem zapalnym: mówi się wtedy o wtórnej dyskinezie rzęsek.
Nabłonki urzęsione wyścielają w ludzkim organizmie między innymi:
- górne drogi oddechowe
- tchawicę i oskrzela
- woreczek łzowy
- jajowody
- kanaliki wyprowadzające jąder i najądrzy.

Nieprawidłowa ruchomość rzęsek lub jej całkowity brak powoduje gromadzenie się śluzu w drogach oddechowych. Zaleganie śluzu sprzyja rozwojowi bakterii odpowiedzialnych za rozwój zakażeń.
Poważną konsekwencją dyskinezy rzęsek jest bezpłodność. Mężczyźni są niemal zawsze niepłodni, co jest związane z upośledzoną ruchliwością plemników. Niepłodność u kobiet jest związana z upośledzeniem czynności nabłonka urzęsionego w świetle jajowodu, transportującego komórkę jajową do jamy macicy. Ponieważ skurcze mięśniówki jajowodu również mają swój udział w przemieszczaniu komórki jajowej, bezpłodność u kobiet z pierwotną dyskinezą rzęsek nie występuje tak często jak u mężczyzn.
Szczególne zainteresowanie budzi związek nieprawidłowej budowy rzęsek z odwróconym ułożeniem trzewi, sugerującym kluczową rolę rzęsek w embriogenezie. Przełożenie trzewi spowodowane jest nieprawidłową migracją komórek embrionalnych, skutkującą losowym rozmieszczeniem nieparzystych narządów wewnętrznych. Dlatego situs inversus spotyka się u połowy pacjentów z pierwotną dyskinezą rzęsek.

## Objawy i przebieg

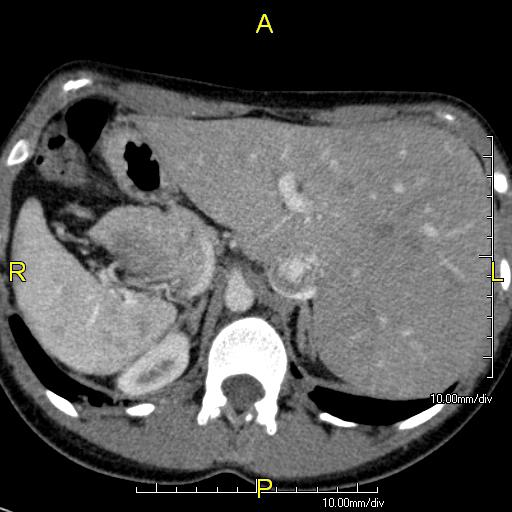
Obraz w tomografii komputerowej jamy brzusznej pacjenta z zespołem Kartagenera. Widoczne odwrotne ułożenie wątroby i żyły głównej dolnej (po lewej) i śledziony oraz aorty (po prawej)

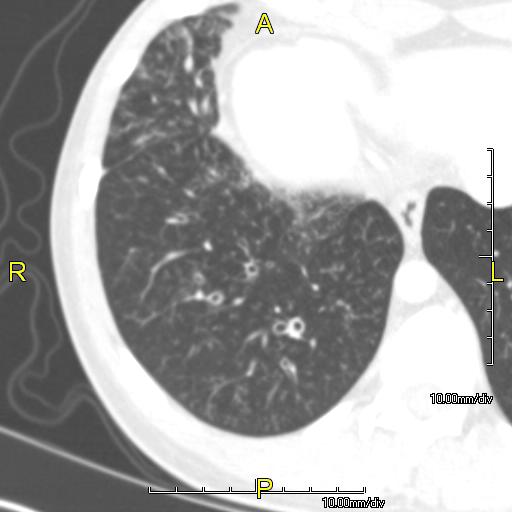
Obraz w tomografii komputerowej dolnej części klatki piersiowej, pokazujący rozstrzenie oskrzeli

U około 75% noworodków z PCD rozwija się zespół niewydolności oddechowej, wymagający tlenoterapii w okresie od kilku dni do kilku tygodni.
W późniejszym okresie występują następujące objawy:
- klasyczna triada: zapalenie zatok, rozstrzenia oskrzeli i situs inversus występuje w około 50% przypadków i stanowi podstawę rozpoznania zespołu Kartagenera
- przewlekłe i (lub) nawrotowe infekcje dróg oddechowych (zapalenia zatok, oskrzeli, płuc) od wczesnego dzieciństwa
- przewlekły kaszel z odkrztuszaniem
- przewlekły nieżyt nosa
- polipy nosowe
- często hipoplazja lub aplazja zatok czołowych
- nawrotowe zapalenia ucha środkowego i trąbki słuchowej
- POChP
- nadciśnienie płucne
- słaby węch (anosmia)
- niepłodność (zarówno u mężczyzn, jak i kobiet)

Istnieją doniesienia o chorobach skojarzonych z pierwotną dyskinezą rzęsek:
- wrodzone wady serca
  - ubytek w przegrodzie międzyprzedsionkowej
  - ubytek w przegrodzie międzykomorowej
  - przełożenie wielkich naczyń[13]
  - tetralogia Fallota[14]
- wodogłowie
- zaburzenia budowy kośćca
- RZS
- wrodzona głuchota i retinitis pigmentosa (w przypadkach z mutacją genu RPGR)[15][16].

## Rozpoznanie
Złotym standardem jest potwierdzenie choroby badaniem rzęsek w transmisyjnym mikroskopie elektronowym (TEM). Rzęski oceniane są pod powiększeniem 65 000-180 000×; wynik jest wiarygodny, gdy liczba zbadanych rzęsek będzie większa niż 60.
Badania o mniejszej swoistości i czułości:
- badanie ruchliwości plemników in vitro
- pomiar wydolności oczyszczania dróg oddechowych ze śluzu przy użyciu znakowanych radioizotopami cząstek (ang. mucociliary clearance analysis of radiolabeled particles)[18][19]
- wideomikroskopowa obserwacja ruchliwości rzęsek (ang. high-speed videomicroscopy of ciliary motility)[20][21]
- badanie immunochemiczne bioptatu nabłonka dróg oddechowych na obecność antygenu DNAH5[22]
- pomiar stężenia tlenku azotu w górnych drogach oddechowych[7][10][23]
- test sacharynowy (metoda skriningowa) – polega na umieszczeniu cząstek sacharyny na dolnej małżowinie nosowej w odległości około 10 mm od krawędzi nozdrzy przednich i pomiarze czasu, który upłynie, zanim pacjent zacznie odczuwać słodki smak (do 1 godziny). Badanie zalecane jako metoda pierwszego rzutu u pacjentów powyżej 10 roku życia[10].

Rozpoznanie na podstawie wywiadu i badania przedmiotowego według kryteriów Afzeliusa (trzy możliwości):
1. Pełny zespół Kartagenera (triada sinusitis-bronchiectases-situs inversus).
2. Mężczyźni z przewlekłymi zapaleniami oskrzeli i nieżytem nosa od dzieciństwa i plemnikami o zaburzonej ruchliwości.
3. Pacjenci z objawami płucnymi i rodzeństwem z objawami jak w punkcie 1 i 2.

## Różnicowanie
Diagnostyka różnicowa zespołu nieruchomych rzęsek obejmuje:
- mukowiscydozę
- niedobory immunologiczne
- zespół Younga
- zespół Swyera-Jamesa.

## Leczenie
Medycyna oferuje pacjentom z pierwotną dyskinezą rzęsek jedynie leczenie objawowe. Ma ono na celu:
1. Ewakuację śluzu zalegającego drogi oddechowe.
2. Prewencję i zwalczanie zakażeń bakteryjnych.

W razie bezpłodności istnieje możliwość zapłodnienia in vitro.